# ابن رسلان
ابن أرسلان الرَّمْلي أو ابن رسلان (ولد سنة 773 هـ الموافق 1371م أو 775 هـ في الرملة بفلسطين ونشأ بها، وتوفي سنة 844 هـ، الموافق 1440م)، شهاب الدين أبو العباس أحمد بن حسين بن علي بن أرسلان المقدسي الرملي الشافعي الصوفي(ملاحظة) إمام فقيه علامة شافعي. يظهر أنه كان أشعري العقيدة، صوفي المنهج والسلوك،

## حياته
ولد بالرملة وانتقل بعدها إلى القدس، و توفي بها.
قال السخاوي في الضوء اللامع (1/181): «لم تُعلم له صبوة على طريق والديه وخاله؛ فحفظ القرآن وله نحو عشر سنين .. وكان أبوه تاجراً له دكان فكان يأمره بالتوجه إليها فيذهب إلى المدرسة الخاصكية للاشتغال بالعلم وينهاه أبوه فلا يلتفت لنهيه، بل لازم الاشتغال، وكان في مبدئه يشتغل بالنحو واللغة والشواهد والنظم. وولي تدريس الخاصكية ودرس بها مدة ثم تركها.» وكان والده تاجرًا خيرًا قارئًا للقرآن وأمه أيضًا من الصالحات ولها أخ له أوراد وعبادة كثيرة، قيل أن ابن رسلان كان يهمل أمر التجارة فظهرت في دكان أبيه الخسارة، فلامه على ذلك، فقال: «أنا لا أصلح إلا للمطالعة»، فتركه وسلم له قياده، فظل يدأب ويذاكر ويطالع ويشتغل مقيمًا بالقدس تارة وبالرملة أخرى. وألبس خرقته جماعة من المصريين والشاميين وظل مدة لا يكلم أحدًا، وحفظ كتبًا، ثم قدم أحد علماء المغرب مدينة الرملة وكان يقرئ البيت من ألفية ابن مالك بربع درهم، فلزمه الشيخ ابن أرسلان حتى أخذها عنه بحيث تأهل لإقرائها واشتهر بحسن إفادتها وإلقائها، ثم انتقل إلى بيت المقدس.

## شعره
مما نظمه في المواطن التي لا يجب رد السلام فيها:
| ابن رسلان | رد السلام واجب إلا على *** من في صلاة أو بأكل شغلا أو شرب أو قراءة أو أدعية *** أو ذكر أو في خطبة أو تلبية أو في قضاء حاجة الإنسان *** أو في إقامة أو الأذان أو سلم الطفل أو السكران ***أو شابة يخشى بها افتتان أو فاسق أو ناعس أو نائم*** أو حالة الجماع أو تحاكم أو كان في الحمام أو مجنونًا *** هي اثنتان بعدها عشرونا | ابن رسلان |

وله:
| ابن رسلان | دواء قلبك خمس عند قسوته*** فادأب عليها تفز بالخير والظفر خلاء بطن وقرآن تدبره ***كذا تضرع باك ساعة السحر ثم التهجد جنح الليل أوسطه *** وأن تجالس أهل الخير والخبر | ابن رسلان |

## شيوخه
- الحافظ ابن حجر العسقلاني[1]
- الشمس القلقشندي[1] وهو الشيخ العلامة شمس الدين أبو عبد الله محمد بن التقي أبو الفدا إسمعيل بن علي بن الحسن بن علي بن إسماعيل بن علي بن صالح بن سعيد القلقشندي (746-809هـ) قرأ عليه الحاوي الصغير وغيره.[3]
- أبو هريرة ابن الذهبي[1]
- عبد الله ابن البسطامي[1]
- الشيخ العلامة أبو العباس شهاب الدين أحمد بن محمد بن عماد بن علي المعروف بابن الهائم (756-815هـ) أخذ عنه الفرائض والحساب وغيرها.[3]
- الإمام العلامة شيخ الإسلام سراج الدين عمر بن رسلان بن نصير بن صالح البلقيني (724- 805هـ) حضر عنده بعض دروسه وسمع منه.[3]
- الإمام العلامة قاضي القضاة جلال الدين عبد الرحمن بن سراج الدين عمر بن رسلان بن نصير بن صالح البلقيني (763-824هـ) قرأ عليه غالب صحيح البخاري وأذِنَ له بالإفتاء.[3]
- الشيخ عبد الله نسيم الدين بن أبي سعيد بن محمد بن مسعود بن محمد بن مسعود بن محمد بن علي بن أحمد بن عمر بن إسماعيل بن علي الدقاق (735-801هـ) سمع منه معالم التنزيل للبغوي بقراءته له على والده أبي سعيد عن الصدر أبي المجامع الجويني عن الإمام البغوي، كما قرأ عليه الحاوي الصغير والعوارف للسهروردي ومسند الشافعي، كما سمع منه الأذكار والأربعين للنووي بروايته لهما عن علي بن أحمد النويري العقيلي بسماعه من يحيى بن محمد التونسي المغراوي عن الإمام النووي.[3]
- العلامة الولي شهاب الدين أبو العباس أحمد بن محمد بن محمد الشافعي الصوفي المعروف بابن الناصح (804هـ) صحبه مدة وسمع منه الحديث.[3]
- الشيخ جلال الدين عبد الله بن خليل بن علي بن عمر بن مسعود البسطامي الولي (794هـ) أخذ عنه طريق التصوف وتلقن منه الذكر.[3]
- الشيخ الولي شمس الدين محمد بن أحمد بن عثمان بن عمر التركستاني الشهير بالقرمي (720-788هـ) قرأ عليه الحديث وسمع منه الصحيح بسماعه له على الحجار بدمشق وأخذ عنه التصوف وألبسه الخرقة.[3]
- الشيخ الولي محمد القادري الصالحي (ت: 827هـ) أخذ عنه التصوف وتلقن منه الذكر.[3]
- الشيخ العلامة شهاب الدين أبو الخير أحمد بن الحافظ صلاح الدين العلائي سمع منه الحديث.[3]
- أبو حفص عمر بن محمد بن علي بن محمد بن أحمد الصالحي المعروف بابن الزراتيتي سمع منه الموطأ برواية يحيى بن بكير بالرملة.[3]
- الإمام العلامة شمس الدين محمد بن محمد بن محمد بن الخضر بن شمري الزبيري العيزري الغزي (724-808هـ) انتفع به في فنون العلم.[3]
- الشيخ المحدث شهاب الدين عبد الرحمن بن محمد بن أحمد بن عثمان بن قايماز التركماني الأصل الدمشقي المعروف بأبي هريرة بن الذهبي (715- 799هـ)سمع كثيرًا منه الحديث.[3]
- الشيخ علاء الدين أبو الحسن علي بن محمد بن أبي المجد الدمشقي (707 -800هـ).[3]
- الشيخ برهان الدين إبراهيم بن محمد المعروف بابن صديق (ت: 806هـ) سمع منه الحديث.[3]
- الشيخ الإمام أبو الخير أحمد بن خليل بن كيكلدي العلائي (ت: 802هـ) سمع عليه البخاري والترمذي ومسند الشافعي.[3]
- الشيخ جمال الدين محمد بن عبد الله بن ظهيرة المخزومي المكي الشافعي (750-817هـ).[3]
- الشيخ المحدث أبو العباس أحمد بن علي بن سنجر المارديني سمع منه الشفا وجامع الترمذي وسنن ابن ماجه وسيرة ابن هشام وسيرة ابن سيد الناس وغالب تصانيف اليافعي بروايته عنه.[3]
- الشيخ سراج الدين أبو الطيب محمد بن محمد بن عبد اللطيف بن أحمد بن محمود بن أبي الفتح الربعي المعروف بابن الكويك (ت: 807هـ).[3]
- الشيخ القاضي شهاب الدين أحمد بن عماد الدين إسماعيل بن خليفة الحسباني (749-815هـ) سمع منه صحيح البخاري.[3]
- الشيخ شمس الدين محمد بن محمد بن علي بن عبد الرزاق الغماري (ت: 802هـ) قرأ عليه النحو.[3]
- الشيخ المحدث عفيف الدين أبو محمد عبد الله بن محمد بن محمد بن سليمان بن موسى النشاوري المولود سنة 705هـ وأجازه بالحديث.[3]
- قاضي القضاة أحمد بن ناصر بن خليفة بن فرج بن عبد الله بن يحيى بن عبد الرحمن المقدسي الناصري الباعوني (751-816هـ) وأجازه بالإفتاء.[3]
- الشيخ شهاب الدين أحمد بن العز الحنبلي.[3]

## تلامذته
- ابن أبي عذيبة.[1]
- الكمال بن أبي شريف[1]
- أبو الأسباط العامري[1]

## مؤلفاته
- شرح سنن أبي داود[1]
- صفوة الزبد وهي نظم لمتن الزبد في الفقه الشافعي، وهي من أهم المنظومات في الفقه الشافعي، وقد شرحه هو.[1] جعل مقدمتها نظم أصول الدين من كتاب جمع الجوامع وخاتمتها نظم التصوف منه. ظلت هذه المنظومة مقررة للتدريس بالجامع الأزهر وغيره من معاهد العلم أزمانًا، وقد طبعت ببولاق سنة 1285هـ وعليها عدة حواش، [3]

- وقد شرحها الشهاب أحمد الرملي (ت: 957هـ) وسماه: فتح الرحمن وطبع في مجلدين بدار الضياء، 
- والشمس محمد الرملي (ت: 1004هـ) وسماه: غاية البيان في شرح زبد ابن رسلان - طبع بالمطبعة الميمنية بالقاهرة سنة 1305هـ ومعه مواهب الصمد في حل ألفاظ الزبد للفشني، 
- والشيخ محمد بن إبراهيم الصفوي وسماه: فتح الصمد بشرح صفوة الزبد، كما شرحه العلامة أحمد زيني دحلان، 
- وشرحها من علماء اليمن الشيخ محمد بن زياد الوضاحي الشرعبي، 
- والشيخ يوسف بن محمد بن يحيى بن أبي بكر بن علي البطاح الأهدل وسماه: فيض المنان بشرح زبد ابن رسلان، 
- والإمام محمد بن أحمد عبد الباري الأهدل (ت 1298هـ) وسماه: إفادة السادة العمد بتقرير معاني نظم الزبد، طبع بأخرة بدار المنهاج بجدة.

- شرح منظومة الزبد شرحين: أحدهما مطول والآخر مختصر كالتوضيح له.[3]
- كتب قطعًا متفرقة في التفسير.[3]
- نسب إليه ابن أبي عذيبة نظم القراءات الثلاثة الزائدة على السبعة ثم الثلاث الزائدة على العشرة وأنه أعربهم إعرابا جيدًّا بحيث سأل الشمس القباقبي في قراءتها عليه فسمح له ولكن لم يتمكن من ذلك ثم سأل ولده الشهاب أيضًا في ذلك فأجاب وما تمكن أيضًا.[3]
- نظم في علم القراءات فصولا تصل إلى ستين نوعًا.[3]
- شرح لسنن أبي داود وهو في أحد عشر مجلدًا استمد فيه من الحافظ ابن حجر بعض الأسئلة، ونقل عنه في باب تنزيل الناس منازلهم من الأدب بقوله: قال شيخنا ابن حجر.[3]
- شرح للأربعين النووية.[1][3]
- له شرح على البخاري، وصل فيه إلى آخر باب الحج[1] في ثلاثة مجلدات ولم يتمه[3]
- شرح تراجم ابن أبي جمرة في مجلد.[3]
- شرح الشفا معتنيًا فيه بضبط ألفاظه.[3]
- شرح ألفية العراقي في السيرة.[3]
- تنقيح الأذكار.[3]
- شرح على التنقيح للزركشي.[3]
- استشكالات على شرح الكرماني كتب منه مجلدًا ولم يكمله.[3]
- شرح جمع الجوامع في مجلد.[1][3]
- شرح منهاج البيضاوي في مجلدين.[3]
- شرح منهاج الطالبين للنووي.[3]
- شرح على مختصر ابن الحاجب.[3]
- شرح البهجة الوردية ولم يكمله.[3]
- تصحيح الحاوي. لم يصل.[3] في الفقه.[2]
- مختصر أدب القضاء للغزي.[3]
- شرح ملحة الحريري مزجًا.[3]
- إعراب الألفية،[3] في النحو.[2]
- فوائد مجموعة نفيسة تتعلق بالقضاء وبالشهود.[3]
- مختصر حياة الحيوان للدميري مع زيادات فيه لقطعة من النباتات.[3]
- طبقات الشافعية - كتاب تراجم في طبقات الفقهاء الشافعية.[3]
- نظم إسناده بصحيح البخاري مع حديث من ثلاثياته واقتصر فيه من شيوخه على ابن العلائي.[3]

وقد قال عن مؤلفاته: وجميعها تحتاج لتبييض، وأستغفر الله.

## وفاته
انتقل بسكنه من المدرسة الختنية بالمسجد الأقصى من بيت المقدس ودفن بتربة ماملا بالقرب من سيدي أبي عبد الله القرشي وارتج بيت المقدس بل غالب البلاد لموته وصُلِّي عليه بجامع الأزهر وغيره صلاة الغائب، قال ابن قاضي شهبة: وقد صلينا عليه صلاة الغائب بالجامع الأموي في يوم الجمعة رابع رمضان، وهذا يؤيد أن موته في شعبان،